# 레부카

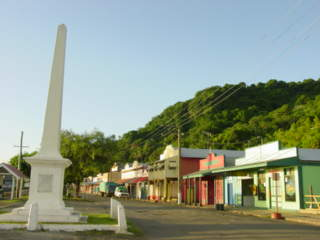
레부카 해변 거리

레부카(Levuka)는 피지 오발라우섬 동부 연안에 위치한 도시로, 동부구의 행정 중심지이다. 행정 구역상으로는 로마이비치주에 속한다. 도시 인구는 1,131명이고 도시 주변 지역에 거주하는 인구는 3,266명(2007년 기준)으로 오발라우섬 전체 인구 가운데 절반을 차지한다.
1820년 유럽인들이 레부카를 건설했으며 1874년 영국이 피지를 합병한 이후부터 1877년까지 피지의 수도로 남아있었고 1882년 피지의 수도가 수바로 이전되었다. 1950년대 말 국제 여객선의 기착지 기능을 상실하면서 경제가 잠시 위축되기도 했지만 현재는 어업이 주를 이룬다.
2013년 6월 오발라우섬과 함께 유네스코의 세계문화유산으로 지정되었다.